# Flughafen Qaanaaq

i7
i11
i13
Der Flughafen Qaanaaq (IATA-Code: NAQ, ICAO-Code: BGQQ) ist ein Flughafen in Qaanaaq im nördlichen Grönland.

## Lage
Der Flughafen liegt etwa 4,5 km nordwestlich des Stadtzentrums von Qaanaaq und ist über eine 3,5 km lange Straße ab dem Westrand der Stadt zu erreichen. Er liegt auf einer Höhe von 51 Fuß.

## Geschichte
Der Flughafen Qaanaaq gehört zu einer Reihe von Flughäfen, die ab 1995 in mehreren grönländischen Städten errichtet werden sollten. Die Bauarbeiten begannen 1998 und es wurde mit Baukosten in Höhe von 87 Mio. Kronen gerechnet. Wegen Problemen beim Bau erhöhten sich die Kosten auf 115 Mio. Kronen. Am 1. September 2001 wurde der Flughafen eingeweiht. Der Flughafen lohnt sich wirtschaftlich nicht, und so wurde schon 2007 bzw. 2011 seine Schließung gefordert. Aus Wettergründen mussten die Flüge zudem häufig storniert werden, und es musste übermäßig viel Treibstoff mitgeführt werden, um im Notfall nach Upernavik zurückfliegen zu können, weil die nahegelegene Thule Air Base nicht benutzt werden durfte. 2021 gab die US Air Force die Erlaubnis, die Militärbasis als Notfallflughafen zu nutzen.

## Ausstattung
Der Flughafen verfügt über eine mit Schotter bedeckte Landebahn (17/35) mit einer Länge von 900 m und einer Breite von 30 m. Es gibt keine Flächenenteisungsanlagen. GPS-gestützte Nicht-Präzisionsanflüge und NDB-Anflüge sind verfügbar, Sichtflug ist aber ebenfalls gestattet.

## Fluggesellschaften und Ziele
Air Greenland bietet Flüge zum Flughafen Ilulissat an. Zudem gibt es Hubschrauberverbindungen zum Heliport Siorapaluk und zur Thule Air Base, von wo aus ein Weiterflug zum Heliport Savissivik möglich ist.